# Lessons to Be Learned
Lessons to Be Learned é o álbum de estréia da cantora e compositora australiana Gabriella Cilmi, lançado pela Island Records em 31 de março de 2008. Foi produzido por Xenomania e lançado na It was written and produced with the hit team Xenomania. Foi lançado na Austrália em 10 de maio de 2008.

## Faixas

### Regular Edition
1. "Save the Lies" (Cilmi, Miranda Cooper, Brian Higgins, Tim Powell, Bob Bradley, Saint Etienne)[1] - 3:38
2. "Sweet About Me" (Cilmi, Nick Coler, Cooper, Higgins, Powell, Tim Larcombe) - 3:25
3. "Sanctuary" (Cilmi, Cooper, Higgins, Powell) - 3:28
4. "Einstein" (Cilmi, Cooper, Higgins, Larcombe, Powell) - 3:40
5. "Got No Place to Go" (Cilmi, Cooper, Higgins, Coler, Powell) - 3:23
6. "Don't Wanna Go to Bed Now" (Cilmi, Coler, Cooper, Higgins, Powell) - 3:10
7. "Messy" (Cilmi, Coler, Cooper, Higgins, Larcombe, Powell)    (Não incluso na edição brasileira e grega) - 3:55
8. "Awkward Game" (Cilmi, Cooper, Higgins, Powell, Shawn Mahan) - 3:28
9. "Safer" (Cilmi, Coler, Cooper, Higgins) - 3:24
10. "Cigarettes and Lies" (Mike Christer, Cilmi, Cooper, Higgins, Larcombe, Powell) - 2:51
11. "Terrifying" (Cilmi, Coler, Cooper, Higgins, Larcombe, Powell) - 2:38
12. "Sit in the Blues" (Christer, Cilmi, Cooper, Higgins, Larcombe) - 3:24

Faixas bônus
- "Echo Beach" [para o Brasil e Reino Unido] (Mark Gane, a world hit for Martha and the Muffins)
- "Sorry" (Cilmi/Barbara Hannan/Adrian Hannan)

### Deluxe Edition (Austrália)
Disco 1
1. Save The Lies
2. Sweet About Me
3. Sanctuary
4. Einstein
5. Got No Place To Go
6. Don't Wanna Go To Bed Now
7. Messy
8. Awkward Game
9. Safer
10. Cigarettes & Lies
11. Terrifying
12. Sit In The Blues
13. Sorry

Disco 2
1. Sanctuary
2. Sweet About Me
3. Cigarettes & Lies
4. Awkward Game
5. Cry Me A River
6. Got No Place To Go
7. Save The Lies
8. Terrifying
9. Safer

### Deluxe Edition (Reino Unido)
1. Save The Lies
2. Sweet About Me
3. Sanctuary
4. Einstein
5. Got No Place To Go
6. Don't Wanna Go To Bed Now
7. Messy
8. Awkward Game
9. Safer
10. Cigarettes And Lies
11. Terrifying
12. Sit In The Blues
13. Sweet About Me
14. Cry Me A River
15. Round and Round
16. Echo Beach
17. Warm This Winter

## Desempenho nas paradas
| Parada (2008)                                    | Melhor posição |
| ------------------------------------------------ | -------------- |
| Alemanha German Albums Chart                     | 10             |
| Austrália ARIA Album Charts                      | 2              |
| Áustria Austrian Albums Chart                    | 6              |
| Estados Unidos Billboard European Top 100 Albums | 16             |
| Itália FIMI Albums Chart                         | 40             |
| Nova Zelândia RIANZ Albums Chart]]               | 6              |
| Países Baixos Dutch Albums Chart                 | 12             |
| Reino Unido UK Albums Chart                      | 8              |
| Suíça Switzerland Albums Chart                   | 7              |

### Certificados
| País      | Indústria     | Certificado | Vendas   |
| --------- | ------------- | ----------- | -------- |
| Austrália | ARIA          | Platina     | 70.000+  |
| Alemanha  | Media Control | Ouro        | 100.000+ |

## Histórico de lançamento
| Região                     | Data                   | Gravadora              | Formato              |
| -------------------------- | ---------------------- | ---------------------- | -------------------- |
| Reino Unido                | 31 de março de 2008    | Island Records         | CD, download digital |
| Austrália                  | 10 de maio de 2008     | Mushroom Records       | CD, digital download |
| Nova Zelândia              | 12 de maio de 2008     | Warner Bros. Records   | CD, digital download |
| Europa                     | 20 de junho de 2008    | Island Records         | CD, digital download |
| Brasil                     | 10 de setembro de 2008 | Universal Music Brasil | CD                   |
| Polônia                    | 24 de outubro de 2008  | Universal Music Poland | CD                   |
| Austrália (Deluxe Edition) | 11 de outubro de 2008  | Mushroom Records       | CD                   |